# سولون بورغلوم
سولون بورغلوم (بالإنجليزية: Solon Borglum)‏ (1868 – 1922) نحات أمريكي. 
اشتهر بوصفه لحياة الحدود الأمريكية وخاصة تجاربه مع رعاة البقر والسكان الأصليين.
منح جائزة كروا دو غير (صليب الحرب) من فرنسا. 
من تماثيله نصب باكي أونيل القائم في مدينة بريسكوت في ولاية أريزونا الأمريكية.